# Mestre Camisa
Mestre Camisa, nato José Tadeu Cardoso (Jacobina, 1956), è un artista marziale brasiliano, maestro della capoeira e fondatore del gruppo Abadá-Capoeira.

## Biografia
Nato a Jacobina nello Stato di Bahia in una famiglia di cinque capoeiristi, ha iniziato a praticare la capoeira negli anni sessanta con suo fratello maggiore Camisa Roxa.
Si è trasferito a nella città di Salvador, nel quartiere Lapinha, dove ha continuato a praticare la capoeira nelle "Rodas" di strada, soprattutto quelli di Mestres Waldemar e Traíra nella strada Pero Vaz. Più tardi andò ad allenarsi nell'accademia di Mestre Bimba, dove si è formato.
Ha fatto tour in tutto il Brasile facendo delle dimostrazioni di Capoeira nella squadra di suo fratello Camisa Roxa. Nel 1972 all'età di 16 anni, ha deciso di vivere a Rio e cominciò ad insegnare nelle accademie.
In Rio de Janeiro, Camisa si è dedicato alla ricerca di Capoeira e ha sviluppato il suo metodo di insegnamento, seguendo i concetti di Mestre Bimba.
Nel 1988, Camisa creò il gruppo Abadá-Capoeira, oggi presente in tutti gli Stati del Brasile e in oltre 28 paesi in tutto il mondo, che comprende più di 40.000 capoeiristi.
Mestre Camisa ha sempre dato importanza alla professionalizzazione della Capoeira dal suo primo lavoro fino ad oggi. Sopravvive facendo quello che ama di più: insegnando la capoeira.
Mestre Camisa sviluppa anche un aiuto di posti di lavoro per i progetti di enti che hanno come loro base, invertendo la situazione di povertà e di abbandono nelle comunità svantaggiate. Nella sua associazione, ci sono i professionisti responsabili per lavorare nelle scuole pubbliche e private, università, club, accademie, condomini e dintorni.
Mestre Camisa utilizza il divertimento di Capoeira con il quale gli studenti scoprono le loro abilità, sia fisica che intellettuale. Ha imparato a cantare, suonare strumenti e insegna uno stile di vita reale, dove l'inganno è un modo di affrontare le difficoltà della vita in modo sano.
Mestre Camisa è considerato uno dei capoeiristi più tecnici del mondo. (Il Pelé di Capoeira).